# Star Wars (Wilco)
Star Wars è il nono album in studio del gruppo alternative rock statunitense Wilco, pubblicato nel luglio 2015.

## Tracce
Tutte le tracce sono scritte da Jeff Tweedy, eccetto dove indicato.
1. EKG – 1:15
2. More... – 2:44
3. Random Name Generator – 3:49
4. The Joke Explained – 2:33
5. You Satellite (Tweedy, Glenn Kotche, Nels Cline) – 5:16
6. Taste the Ceiling (Tweedy, Scott McCaughey) – 3:15
7. Pickled Ginger – 2:29
8. Where Do I Begin – 2:54
9. Cold Slope – 3:11
10. King of You – 2:41
11. Magnetized (Tweedy, Mikael Jorgensen) – 3:40

## Formazione
- Jeff Tweedy - voce, chitarra
- John Stiratt - basso
- Glenn Kotche - batteria
- Mikael Jorgensen - tastiere
- Nels Cline - chitarra
- Patrick Sansone - chitarra, tastiere
- Spencer Tweedy - percussioni addizionali
- Scott McCaughey - mellotron e piano in Taste the Ceiling